# Замбези
Замбези је река на југу Африке и четврта је по дужини у Африци. Свој 2.750 km дуг ток почиње на северу Замбије и тече ка југоистоку. Улива се у Индијски океан. Највећи град кроз који протиче је Тете у Мозамбику.
Река је позната по великој воденој снази. На њој се налазе Викторијини водопади високи до 122 m, а широки 1700 m. Њени други водопади укључују водопаде Чавума на граници између Замбије и Анголе и водопаде Нгоње близу Сиоме у западној Замбији. Главне притоке су Луангва у Замбији и Шире, отока језера Њасе.
На реци Замбези постоје две велике бране Кариба и Кабора Баса као и два истоимена вештачка језера. Поред тога, две мање електране су дуж реке Замбези у Замбији, једна на Викторијиним водопадима, а друга у Зенгамини, у близини брда Кален у округу Икеленге.
У реку Замбези залази бик ајкула, па се ова врста зове и Замбези ајкула. Реку Замбези је открио др Дејвид Ливингстон.

## Ток

### Извор
Река Замбези извире у црној, мочварној области у густој, валовитој миомбо шуми 50 km (31 mi) северно од Мвинилунге и 20 km (12 mi) јужно од Икеленга у округу Икеленг у Северозападној провинцији, Замбија, на око 1.524 m (5.000 ft)  изнад нивоа мора.  Подручје око извора је национални споменик, шумски резерват и важно подручје за птице.
Источно од извора, вододелница између басена Конга и Замбезија је добро обележен појас узвишења, који иде скоро у правцу исток-запад и нагло пада на север и југ. Ово јасно одсеца слив Луалабе (главни крак горњег Конга) од Замбезија. У близини извора слив није тако јасно дефинисан, али се два речна система не спајају.
Регион који дренира Замбези је огромна висораван сломљених ивица висине 900–1200 m, састављена у удаљеној унутрашњости од метаморфних слојева и обрубљена магматским стенама Викторијиних водопада. На Чупанги, на доњем Замбезију, танки слојеви сивог и жутог пешчара, са повременом траком кречњака, избијају на кориту реке у сушној сезони, и они се задржавају иза Тетеа, где су повезани са широким слојевима угља. Угаљ се такође налази у округу испод Викторијиних водопада. Златоносне стене се јављају на више места.

### Горњи Замбези
Река тече ка југозападу у Анголу у дужини од око 240 km (150 mi), а затим јој се придружују значајне притоке као што су Луена и Чифумаг које теку од висоравни ка северозападу. Она скреће на југ и развија поплавну равницу, са екстремним варијацијама ширине између сушних и кишних сезона. Улази у густу зимзелену суву шуму Cryptosepalum, мада се на њеној западној страни такође јављају пашњаци Западног Замбезија. Тамо где поново улази у Замбију, широка је скоро 400 m (1.300 ft) током кишне сезоне и брзо тече, са брзацима који се завршавају у водопадима Чавума, где река тече кроз стеновити процеп. Река пада око 400 m (1.300 ft) у висини од свог извора на 1.500 m (4.900 ft) до водопада Чавума на 1.100 m (3.600 ft), на удаљености од око 400 km (250 mi). Од ове тачке до Викторијиних водопада, ниво басена је веома уједначен, пада само за још 180 m (590 ft) на удаљености од око 800 km (500 mi).
Прва од њених великих притока која улази у Замбези је река Кабомпо у северозападној провинцији Замбије. Савана кроз коју тече река уступа место широкој поплавној равници, начичканој Borassus лепезастим палмама. Мало јужније је ушће реке Лунгвебунгу. Ово је почетак поплавне равнице Бароце, најистакнутије карактеристике горњег Замбезија, али овај северни део није толико плаван и укључује острва вишег копна у средини.

### Средњи Замбези
Викторијини водопади се сматрају границом између горњег и средњег Замбезија. Испод њих, река наставља да тече на исток око 200 km (120 mi), пресецајући окомите зидове базалта на удаљености од 20 до 60 m (66 до 200 стопа) у брдима од 200 до 250 m (660 до 820 стопа). Река брзо тече кроз клисуру Батока, а струју непрестано прекидају гребени. То је описано као један од најспектакуларнијих излета на дивљим водама на свету, што је огроман изазов за кајакаше и рафтере. Иза клисуре је низ брзака који се завршавају 240 km (150 миља) испод Викторијиних водопада. Преко ове удаљености река пада 250 m (820 ft).
У овом тренутку река улази у језеро Кариба, настало 1959. након завршетка бране Кариба. Оно је једно од највећих језера које је направио човек на свету, а хидроелектране на брани обезбеђују струју већем делу Замбије и Зимбабвеа.
Реке Луангва и Кафу су две највеће леве притоке Замбезија. Кафу се спаја са главном реком у тихом, дубоком току ширине око 180 m (590 ft). Од ове тачке, налази се северна кривина Замбезија, и ток наставља ка истоку. На ушћу реке Луангва (15°37' Ј), улази у Мозамбик.
Средњи Замбези се завршава тамо где река улази у језеро Кахора Баса, раније место опасних брзака познатих као Кебрабаса; језеро је настало 1974. године изградњом бране Кахора Баса.

### Доњи Замбези
Доњи Замбези, 650 km од Кахора Басе до Индијског океана је плован, иако је река на многим местима плитка током сушне сезоне. Ова плиткост настаје када река улази у широку долину и простире се на великом подручју. Само у једном делу, клисура Лупата, 320 km од њеног ушћа, река је ограничена између високих брда. Овде је широка једва 200 m. На другим местима је широка од 5 до 8 km, благо тече у многим токовима. Корито реке је песковито, а обале ниске и обрубљене трском. Понегде, међутим, а посебно у кишној сезони, потоци се спајају у једну широку, брзу реку.
Око 160 km од мора, Замбези прима дренажу језера Малави кроз реку Шир. Када се приближи Индијском океану, река се раздваја у делту. Сваки од примарних дистрибутера, Конгоне, Луабо и Тимбве, запречен је пешчаном спрудом. Севернији огранак, назван Чинд ушће, има минималну дубину при ниској води од 2 m на улазу и 4 m даље, и представља грану која се користи за пловидбу. 100 km даље на север је река која се зове Квелимејн, према граду на њеном ушћу. Овај ток, који се замуљује, у кишној сезони прима изливање Замбезија.

## Галерија
- Залазак сунца на реци Замбези.